# Imidazolidin
Az imidazolidin heterociklusos vegyület, képlete (CH2)2(NH)2CH2. Az alapvegyület kevéssé ismert, egyik vagy mindkét nitrogénatomon helyettesített származékai gyakoribbak. Ezek általában színtelen, poláris, bázisos vegyületek. Az imidazolidinek az aminál vegyületcsoport öttagú gyűrűs képviselői.

## Előállításuk
Hagyományosan 1,2-diaminok és aldehidek kondenzációs reakciójával állíthatók elő. Többnyire egyik vagy mindkét nitrogénatomon alkil vagy benzil (Bn) szubsztituens található:
(CH2NBn)2  +  PhCHO   →   (CH2NBn)2C(H)Ph  +  H2O
Az alapvegyület első szintéziséről 1952-ben számoltak be.

## Reakcióik
A szubsztituálatlan vegyület gyakran labilis. A gyűrű hidrolízisre érzékeny, diaminná és aldehiddé alakul vissza.
Formálisan a 2-es (a két nitrogénatom közötti) szénatomról a két hidrogén eltávolításával dihidroimidazol-2-ilidén karbén keletkezik, ennek származékai a perzisztens karbének egyik fontos csoportját alkotják.

## Hasonló imidazol-származék heterociklusok
A diaminként besorolható alapvegyület formálisan az imidazolból nyerhető négy hidrogénatom hozzáadásával. A két hidrogén hozzáadásával nyerhető származék az imidazolin (dihidroimidazol). Az imidazolidin és a rokon vegyületei közötti összefüggést az ábra mutatja be.

Az imidazol és redukált származékainak szerkezeti kapcsolata

## Fordítás
Ez a szócikk részben vagy egészben  az   Imidazolidine című angol Wikipédia-szócikk ezen változatának fordításán alapul.  Az eredeti cikk szerkesztőit annak laptörténete sorolja fel. Ez a jelzés csupán a megfogalmazás eredetét és a szerzői jogokat jelzi, nem szolgál a cikkben szereplő információk forrásmegjelöléseként.